# Azar Lawrence
Azar Lawrence (* 3. listopadu 1952) je americký jazzový saxofonista. Narodil se v Los Angeles a svou kariéru zahájil na počátku sedmdesátých let. Brzy spolupracoval s trumpetistou Milesem Davisem. Své první sólové album nazvané Bridge into the New Age vydal již v roce 1974 na značce Prestige Records a následovala jej řada dalších. Během své kariéry spolupracoval s mnoha dalšími hudebníky, mezi které patří například McCoy Tyner, Elvin Jones, Freddie Hubbard a Woody Shaw.